# تپه گورستان لاوه لوخ
تپه قبرستان لاوه لوخ مربوط به دوران‌های تاریخی پس از اسلام است و در شهرستان بوئین‌زهرا، بخش آبگرم، روستای قره داش واقع شده و این اثر در تاریخ ۲۵ اسفند ۱۳۸۰ با شمارهٔ ثبت ۵۰۰۷ به‌عنوان یکی از آثار ملی ایران به ثبت رسیده است.